# Дон-Торкуато
Дон Торкуато — місто в окрузі Тігре, Буенос-Айрес, Аргентина, є частиною Великого Буенос-Айреса. Місто отримало свою назву на честь Марсело Торкуато де Альвеара, колишнього президента Аргентини, який мав тут свою резиденцію. Більшість топонімів міста отримали свої назви на честь членів родини Альвеара та його уряду.

## Клімат
| Клімат Дон Торкуато                      | Клімат Дон Торкуато | Клімат Дон Торкуато | Клімат Дон Торкуато | Клімат Дон Торкуато | Клімат Дон Торкуато | Клімат Дон Торкуато | Клімат Дон Торкуато | Клімат Дон Торкуато | Клімат Дон Торкуато | Клімат Дон Торкуато | Клімат Дон Торкуато | Клімат Дон Торкуато | Клімат Дон Торкуато |
| Показник                                 | Січ.                | Лют.                | Бер.                | Квіт.               | Трав.               | Черв.               | Лип.                | Серп.               | Вер.                | Жовт.               | Лист.               | Груд.               | Рік                 |
| Середній максимум, °C                    | 30,8                | 28,8                | 26,5                | 22,6                | 18,8                | 15,7                | 15,3                | 17,2                | 19,1                | 22,5                | 25,4                | 28,1                | 22,6                |
| Середня температура, °C                  | 25,1                | 23,4                | 21,1                | 17,4                | 13,4                | 10,8                | 10,5                | 12,3                | 14,1                | 17,3                | 20,3                | 22,6                | 17,4                |
| Середній мінімум, °C                     | 20,5                | 19,2                | 16,7                | 13,2                | 9,0                 | 6,9                 | 6,6                 | 8,0                 | 9,4                 | 12,6                | 15,5                | 18,2                | 13,0                |
| Норма опадів, мм                         | 106.6               | 120.3               | 117.6               | 99.5                | 78.8                | 49.2                | 45.3                | 63.9                | 63.9                | 168.3               | 97.0                | 83.0                | 1093.4              |
| Днів з опадами                           | 7                   | 9                   | 8                   | 8                   | 7                   | 6                   | 6                   | 8                   | 7                   | 11                  | 9                   | 9                   | 95                  |
| Вологість повітря, %                     | 65                  | 71                  | 74                  | 78                  | 77                  | 79                  | 78                  | 75                  | 73                  | 71                  | 69                  | 67                  | 73                  |
| ---------------------------------------- | ------------------- | ------------------- | ------------------- | ------------------- | ------------------- | ------------------- | ------------------- | ------------------- | ------------------- | ------------------- | ------------------- | ------------------- | ------------------- |
| Джерело: Servicio Meteorológico Nacional |                     |                     |                     |                     |                     |                     |                     |                     |                     |                     |                     |                     |                     |